# André Grebel
Pour les articles homonymes, voir Grebel.
André Grebel (Anzin, 8 novembre 1876 - Paris 9e, 20 juin 1934) est un ingénieur français, diplômé de l'Institut industriel du Nord (École centrale de Lille) en 1897. Il est ingénieur-conseil auprès de l'industrie gazière puis motoriste auprès des industriels automobiles français et spécialiste des carburants. Il est l'inventeur du comburimètre Grebel.

## Récompenses
Il reçoit en 1934 le prix Plumet de la Société française des mécaniciens et de la société des ingénieurs de l'automobile pour son étude de la combustion et du choc dans les moteurs à explosion.